# Louis Kolitz
Louis Kolitz (né le 5 avril 1845 à Tilsit, mort le 24 juillet 1914 à Berlin) est un peintre prussien.

## Biographie
Louis Kolitz étudie de 1862 à 1864 à l'académie des arts de Berlin, de 1864 à 1869 à l'académie des beaux-arts de Düsseldorf. Il est l'élève d'Oswald Achenbach, Karl Ferdinand Sohn et Eduard Bendemann. En tant que volontaire, il participe à la guerre austro-prussienne en 1866 et à la guerre franco-allemande de 1870.
De 1872 à 1879, Kolitz vit comme portraitiste à Düsseldorf et est membre de l'association d'artistes Malkasten. En outre, il crée plusieurs tableaux avec des scènes de la guerre de 1870, qui sont rejetées par les critiques de l'époque en raison de leur coloration sombre et de leur réalisme critique.
En 1872, il épouse Louise Cohnitz à Düsseldorf. Le mariage a pour résultat cinq enfants, dont Hans Kolitz (1874–1961) devient également peintre.
En 1879, il est nommé directeur de l'école des beaux-arts de Cassel. Il reste un portraitiste recherché, mais peint également des fresques monumentales (détruites en 1944) pour les bâtiments officiels. En tant que directeur de l'académie, il est particulièrement engagé dans la formation des professeurs de dessin. Jusqu'à la vieillesse, il fait de fréquents voyages : à Paris, à Norderney pour les vacances d'été, en Hollande et en Italie (y compris à Riva del Garda au sanatorium d'Erhard Hartung von Hartungen (de)).
Après avoir pris sa retraite en tant que directeur de l'académie en 1911, il s'installe à Berlin et y meurt peu de temps avant le déclenchement de la Première Guerre mondiale le 24 juillet 1914.

## Œuvre

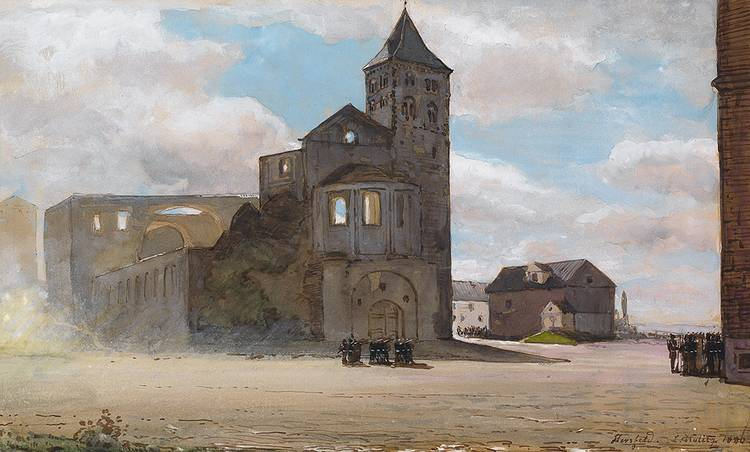
Ruines de l'abbaye d'Hersfeld.

Les portraits et les peintures historiques de Kolitz se caractérisent par leur réalisme et leur souci du détail dans les valeurs matérielles, ce qui en fait un portraitiste populaire (et bien payé). Aujourd'hui, cependant, il apparaît beaucoup plus important en tant que peintre de nombreux croquis de paysages et de peintures dans le style de l'impressionnisme dès le début des années 1870. Ils pourraient faire de lui un pionnier de l'impressionnisme allemand s'ils ne s'étaient d'abord fait connaître à travers l'exposition commémorative du 75e anniversaire de la galerie Heinemann (de) (Munich 1920). La Neue Galerie Kassel (en) en acquiert certains à sa fille Martha Heydemann, mais certains peuvent encore être découverts (car ils sont rarement signés).